# Susanne Graf

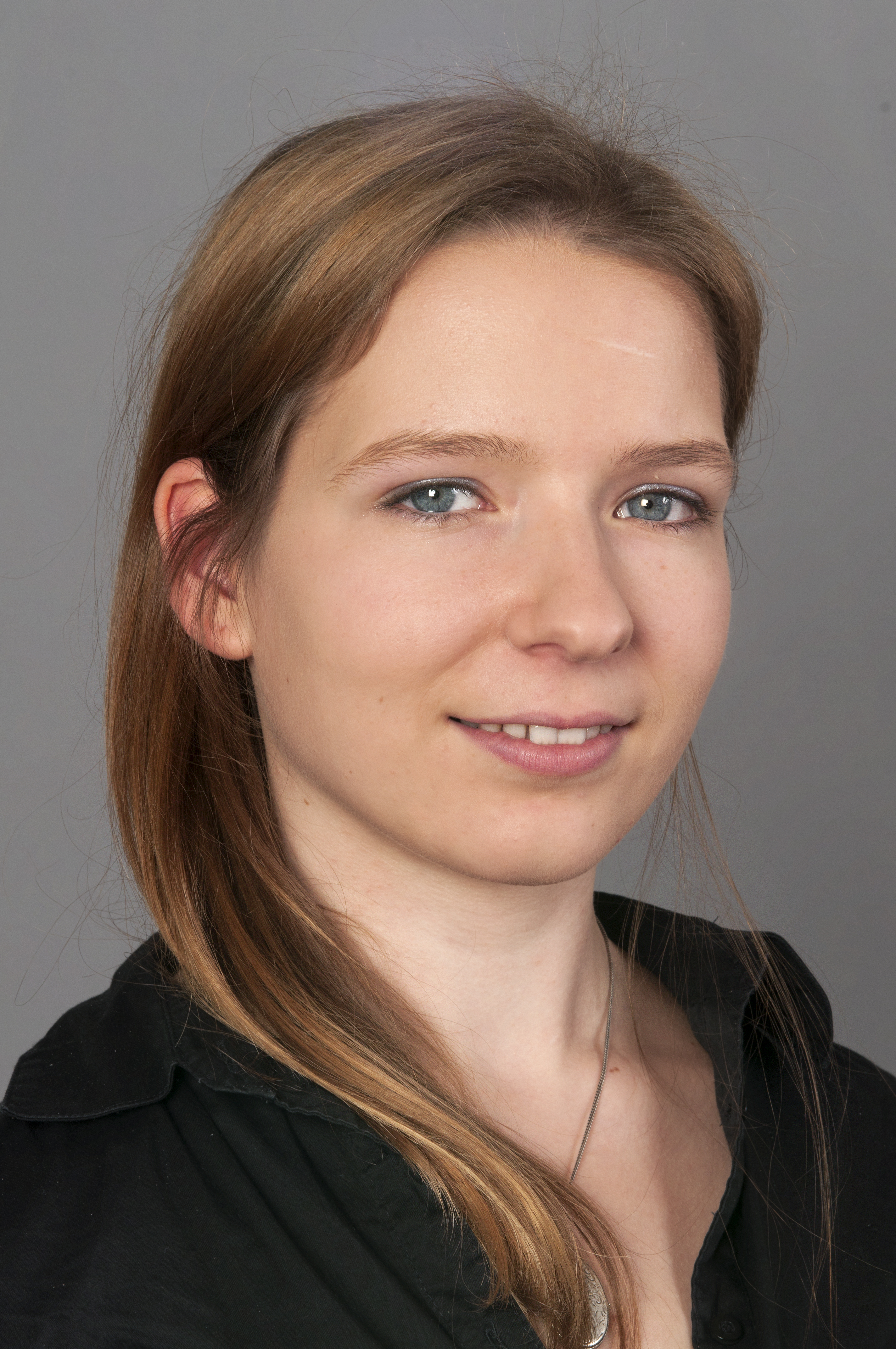
Susanne Graf (2015)

Susanne Graf (* 15. August 1992 in Berlin-Mahlsdorf) ist eine deutsche Politikerin der Piratenpartei. Sie war von 2011 bis 2016 Mitglied des Abgeordnetenhauses von Berlin.

## Leben
Graf wurde als jüngstes von fünf Kindern eines promovierten Informatikers und einer promovierten Agraringenieurin in Berlin geboren. Als sie dreizehn Jahre alt war, zog sie ins thüringische Mühlhausen. Dort legte Graf 2011 am beruflichen Gymnasium ihr Abitur ab. Vom Oktober 2011 bis Mai 2015 studierte sie im Bachelor Wirtschaftsmathematik an der Hochschule für Technik und Wirtschaft Berlin. Im Anschluss folgte ein Masterstudium von April 2015 bis Dezember 2016 in Computational Engineering an der Beuth Hochschule für Technik Berlin.
Im Alter von sechzehn Jahren wurde sie Mitglied im Chaos Computer Club. Durch die öffentliche Diskussion über die Vorratsdatenspeicherung wurde ihr Interesse an Politik geweckt. Später widmete sie sich diesem Thema in ihrer Seminarfacharbeit. Im Juli 2009 trat sie in die Piratenpartei Deutschland ein. Am 10. Oktober 2010 wurde sie auf der Bundesmitgliederversammlung in Düsseldorf zur stellvertretenden Bundesvorsitzenden der Jungen Piraten gewählt und im Februar 2011 auf der Bundesmitgliederversammlung in Hamburg für ein weiteres Jahr in diesem Amt bestätigt.
Zwischen 2010 und 2011 setzte sie sich mit der Gründergruppe des Jugendparlaments Mühlhausen für die Einrichtung eines Jugendparlaments in Mühlhausen ein.
Bei der Wahl zum Abgeordnetenhaus von Berlin am 18. September 2011 kandidierte sie als einzige Frau für die Piratenpartei und konnte als siebte der Landesliste ein Mandat im Abgeordnetenhaus erringen. Außerdem trat sie als Direktkandidatin im Wahlkreis Marzahn-Hellersdorf 5 an und belegte dort mit 7,2 Prozent der Erststimmen unter zehn Bewerbern den vierten Platz. Sie war das jüngste Mitglied im Abgeordnetenhaus der 17. Wahlperiode und bekleidete dort bis Juni 2012 das Amt einer stellvertretenden Fraktionsvorsitzenden der Piratenpartei Berlin.
Im November 2011 geriet Graf in die Kritik, weil sie ihren Lebensgefährten Christopher Lang, bis Juni 2012 Bundespressesprecher der Piraten, als Landtagsmitarbeiter eingestellt hatte. Nach kritischen Presseberichten löste sie das Arbeitsverhältnis wieder auf.
Zur Wahl zum Abgeordnetenhaus von Berlin 2016 trat sie nicht an.
Graf ist Mutter von zwei Kindern (Stand September 2016).